# Down Under (canción)
«Down Under» es una canción de la banda de rock australiana Men at Work, lanzada originalmente en 1980 como lado B del sencillo «Keypunch Operator» y posteriormente incluida en su álbum Business as Usual de 1981 y lanzada como sencillo. La canción rápidamente se posicionó en el #1 de las listas australianas en diciembre de 1981 y en Nueva Zelanda en febrero de 1982. Posteriormente, ingresaría en el Billboard Hot 100, logrando el #1 en enero de 1983 y el #1 en las UK Charts en agosto. Es considerada una canción casi patriótica en Australia, gracias a la letra alusiva al país y al gran éxito internacional que logró.
Down Under fue compuesta por el líder de la banda, Colin Hay y el guitarrista Ron Strykert en 1978 y lanzada dos años después como lado B del sencillo «Keypunch Operator». Esta versión poseía un ritmo más lento, con un estilo más apegado al reggae. El productor Peter Mclan le daría otro estilo a Down Under y las demás canciones con las que el grupo estaba trabajando, en preparación para el álbum Business as Usual.

## Letra y videoclip
El término "Down Under" se refiere a países que se encuentran "por debajo", es decir en el hemisferio sur, especialmente Australia y Nueva Zelanda. La canción cuenta sobre distintas vivencias y costumbres de Australia y de los años 1980. Está inspirada en el libro "Las Aventuras de Barry MacKenzie", donde el protagonista viaja y recorre Gran Bretaña para encontrarse a sí mismo; y en las propias experiencias del propio Colin Hay.
En las primeras líneas se hace referencia a las drogas y al movimiento hippie: “Traveling in a fried-out Kombi / On a hippie trail, head full of zombies”, donde se menciona a la Kombi, abreviación local para referirse al Volkswagen T2 y a un sendero turístico utilizado ampliamente por hippies. En la segunda estrofa, se menciona una experiencia real de Hay, en la que se encuentra con un panadero emigrante de Brussels y al "Vegemite sandwich" (una pasta típica para untar sobre el pan en Australia). 
Hay comentó respecto al trasfondo de la letra y el sentimiento que quería transmitir:

La letra es realmente sobre la venta de Australia en muchos sentidos, el sobredesarrollo del país. Era una canción sobre la pérdida del espíritu en ese país. Realmente se trata del saqueo del país por parte de personas codiciosas. En última instancia, se trata de celebrar el país, pero no de una manera nacionalista ni en un sentido de ondear una bandera. Es realmente más que eso.

El video promocional reproduce cómicamente los eventos de la letra, mostrando a Hay y otros miembros de la banda viajando en una furgoneta Kombi, comiendo muesli con una "dama extraña", comiendo y bebiendo en un café y acostados en un fumadero de opio. La banda es obligada a moverse en un punto, por un hombre con camisa y corbata que coloca un cartel de "vendido" en el suelo. El panadero musculoso que se encuentra con Hay, fue interpretado por Strykert elevado a mayor altura. Las tomas exteriores del video musical se filmaron en las dunas de arena de Cronulla en Sídney. En el cierre, se puede ver a la banda llevando un ataúd a través de las dunas. Esto, explicó Hay, fue una advertencia para sus compatriotas australianos de que la identidad de su país estaba muriendo como resultado del sobredesarrollo y la americanización. Lo mismo quiso transmitir con las líneas: "Can't you hear that thunder? You'd better run; you'd better take cover" ("¿No oyes ese trueno? Será mejor que corras, será mejor que te protejas").

## Disputa legal
En junio de 2009, la compañía Larrikin Music presentó una denuncia de plagio contra Hay y Strykert por un parecido con la canción infantil "Kookaburra Sits In the Old Gum Tree". La compañía afirmaba que el segundo riff de la flauta traversa que ejecuta Greg Ham fueron copiados directamente de la canción. Un editor de Larrikin inició las primeras acciones legales en 2007, después de observar un programa de concurso musical en el que se remarcaban las similitudes entre las canciones.
"Kookaburra" fue escrita en 1932 por la profesora Marion Sinclair y ganaría cierta popularidad, especialmente en reuniones de fogata. En 1975, Sinclair decide registrarla comercialmente para posteriormente ser adquirida por Larrikin Music.
En febrero de 2010, el juez federal Peter Jacobson dictaminó que se habían infringido los derechos de autor de Larrikin porque Down Under reprodujo "una parte sustancial de Kookaburra". Las resoluciones judiciales fueron desfavorables para el grupo y Larrikin Music anticipó que la indemnización económica rondaría entre el 40 y 60% de los beneficios que obtuvieron los sellos de la banda, Sony BMG y EMI Songs Australia. En julio, se resolvió que se pagarían el 5% de las regalías obtenidas de la canción desde 2002 y de sus ganancias futuras. Un estatuto federal restringió a Larrikin de obtener regalías ganadas antes de 2002. Hay comentaría posteriormente en su documental Waiting For My Real Life, que las muertes de su padre, Jim, en 2010, y de Greg Ham, en 2012, estaban directamente relacionadas con la indignación por la acusación de plagio y el estrés del caso judicial.

## Lista de canciones

### 7": CBS / BA 222891 Australia
1. «Down Under» – 3:44
2. «Crazy» – 2:34

### 7": CBS / A 2066 Europa
1. «Down Under» – 3:44
2. «Helpless Automaton» – 3:23

### 7": CBS / 43.539 Brasil
1. «Down Under» – 3:44
2. «Who Can It Be Now?» – 3:21

### 7": Columbia / 38-03303 Estados Unidos
1. «Down Under» – 3:44
2. «Crazy» – 2:34

## Posiciones en listas musicales
| Listas (1981-83)                      | Posición |
| ------------------------------------- | -------- |
| Alemania (Ofizielle Top 100)          | 9        |
| Australia (Kent Music Report)         | 1        |
| Bélgica (Ultratop)                    | 6        |
| Canadá Top Singles (RPM)              | 1        |
| Estados Unidos (Billboard Hot 100)    | 1        |
| Francia (IFOP)                        | 55       |
| Noruega (VG-lista)                    | 2        |
| Nueva Zelanda (Recorded Music NZ)     | 1        |
| Países Bajos (Dutch Top 40)           | 2        |
| Reino Unido (Official Charts Company) | 1        |
| Sudáfrica (Springbok Radio)           | 2        |
| Suecia (Sverigetopplistan)            | 6        |
| Suiza (Schweizer Hitparade)           | 1        |